# Deficienza di ACTH
La deficienza di ACTH, conosciuta anche come carenza di ACTH, è una patologia ipofisaria caratterizzata dalla diminuita produzione di ormone adrenocorticotropo (ACTH) da parte dell'ipofisi.
Se quest'ultimo non viene sufficientemente prodotto può provocare una scarsa produzione di cortisolo, venendo a configurare un ipocortisolismo.